# Arcybiskupi Paderborn

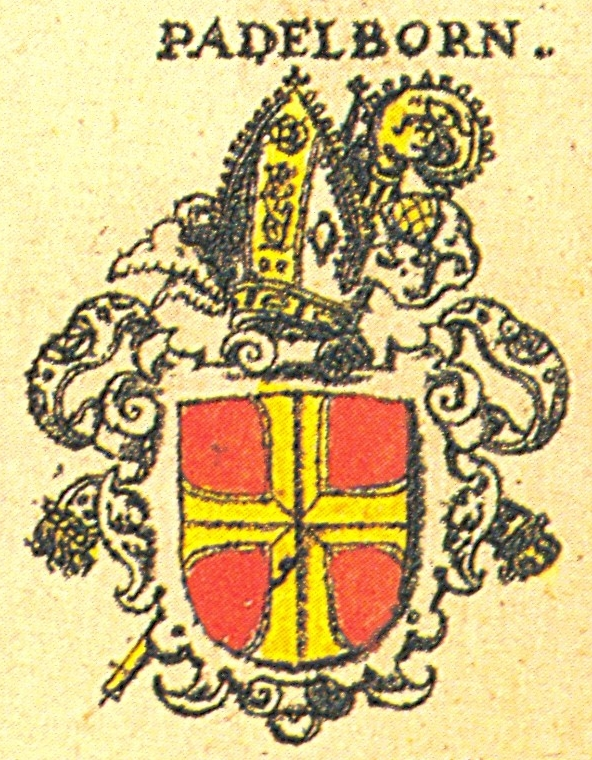
Herb biskupów Paderborn w herbarzu J. Siebmachera, 1605

Arcybiskup Paderborn

## Biskupi i arcybiskupi Paderborn
- Św. Hathumar (806–815)
- Św. Badurad (815–862)
- Bł. Liuthard (862–887)
- Biso (887–900)
- Theoderich I (900–917)
- Unwan (918–935)
- Dudo (935–959)
- Folkmar OSB (959–983)
- Retahr (983–1009)
- Bł. Meinwerk (1009–1036)
- Bł. Rotho OSB (1036–1051)
- Bł. Imad (1051–1076)
- Poppo (1076–1083)
- Henryk I z Assel (1083–1090)
- Henryk II z Werl (1084–1127)
- Bernhard I z Georgsmarienhütte (1127–1160)
- Evergis (1160–1178)
- Siegfried (1178–1188)
- Bernard II z Ibbenbüren (1188–1204)
- Bernard III z Georgsmarienhütte (1204–1223)
- Tomasz Olivier (1223–1225)
- Wilbrand z Oldenburga (1225–1228)
- Bernard IV Lippe (1228–1247)
- Simon I (1247–1277)
- Otto z Rietbergu (1277–1307)
- Günther I z Schieder-Schwalenbergu (1307–1310)
- Teodoryk z Düsseldorf-Itter (1310–1321)
- Bernard V Lippe (1321–1341)
- Balduin z Steinfurtu (1341–1361)
- Heinrich III OSB (1361–1380)
- Szymon II z Sternbergu (1380–1389)
- Ruprecht (1389–1394)
- Johann I z Hoya (1394–1399)
- Bertrando d'Arvazzano(inne języki) (1399–1401)
- Wilhelm (1400–1414)
- Dietrich II (1414–1463)
- Szymon III Lippe (1463–1498)
- Hermann I z Hesji (1498–1508)
- Erich (1508–1532)
- Hermann II z Wied (1532–1547)
- Rembert z Kerssenbrock (1547–1568)
- Johann II (1568–1574)
- Salentin VI z Isenburg-Grenzau (1574–1577)
- Henryk IV z Saksonii-Lauenburga (1577–1585)
- Teodoryk z Fürstenbergu (1585–1618)
- Ferdynand Bawarski (1618–1650)
- Dietrich Adolf von der Recke(inne języki) (1650–1661)
- Ferdinand II z Fürstenbergu (1661–1683)
- Hermann Werner von Wolff-Metternich zur Gracht(inne języki) (1683–1704)
- Franz Arnold von Wolff-Metternich zur Gracht(inne języki) (1704–1718)
- Klemens August Wittelsbach (1719–1761)
- Wilhelm Anton von der Asseburg(inne języki) (1763–1782)
- Friedrich Wilhelm von Westphalen(inne języki) (1782–1789)
- Franz Egon von Fürstenberg (1789–1825)
- Friedrich Klemens von Ledebur-Wicheln(inne języki) (1825–1841)
- Richard Dammers(inne języki) (1841–1844)
- Franz Drepper(inne języki) (1845–1855)
- Konrad Martin (1856–1879)
- Franz Kaspar Drobe (1882–1891)
- Hubert Theophil Simar (1891–1899)
- Wilhelm II Schneider (1900–1909)
- kard. Karl Joseph Schulte (1910–1920)
- Caspar Klein (19 lipca 1920–1941, pierwszy arcybiskup 13 sierpnia 1930)
- kard. Lorenz Jäger (19 października 1941 – 30 czerwca 1973)
- kard. Johannes Joachim Degenhardt (4 kwietnia 1974 – 25 lipca 2002)
- Hans-Josef Becker (28 września 2003 – 1 października 2022)

## Biskupi pomocniczy
- Dominicus Meier
- Matthias König
- Hubert Berenbrinker